# Achzib

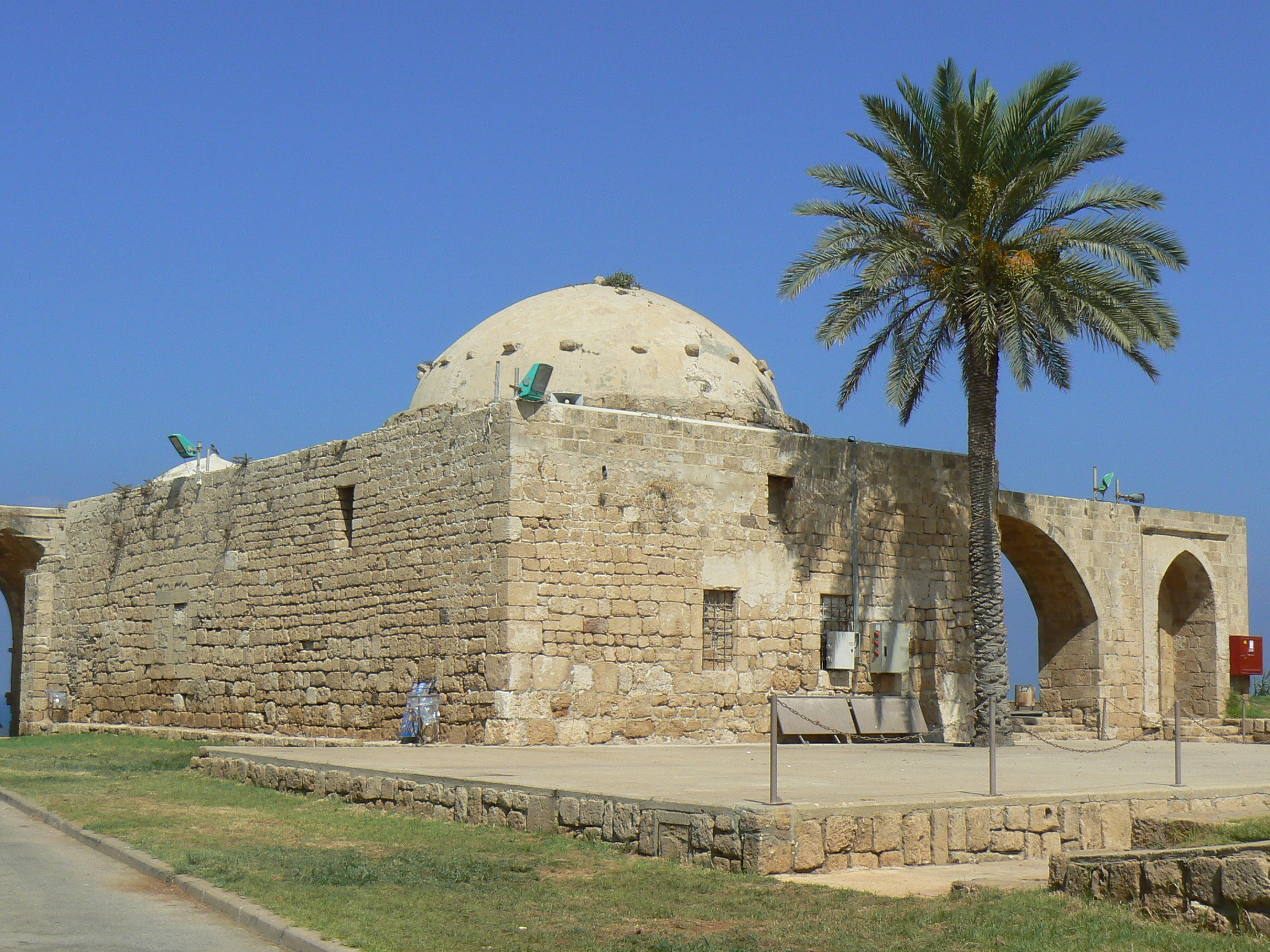
De moskee van al-Zeeb, in het nationaal park van Achzib

Achzib (Hebreeuws: אַכְזִיב) of Az-Zeeb (Arabisch: الزيب) is een historische en ontvolkte Palestijnse stad aan de Middellandse Zeekust van Noord-Israël.
De stad ligt in het gemeentelijk gebied van Naharia, vijf kilometer ten zuiden van de grens met Libanon en dertien kilometer ten noorden van de stad Akko. Tegenwoordig maakt de locatie deel uit een Israëlisch nationaal park. Het was van de 6e tot de 4e eeuw voor Christus een Kanaänitische stad aan de kust van Fenicië, ook wel Akzibi, Arke en Ekdippa genoemd. In de tijd van de Kruisvaarders werd het een gefortificeerde stad.
De oude Fenicische stad was een centrum van glasproductie. Talrijke vazen uit die tijd werden nog gevormd om een kern van zand doordat men de techniek van het glasblazen nog niet kende. Vele van deze stukken bevinden zich in het Hecht Museum van de Universiteit van Haifa.
Achzib/Az-Zeeb is in de Arabisch-Israëlische Oorlog van 1948 door het Joodse leger veroverd. De inwoners zijn verdreven of gevlucht naar Akka en Libanon. Door verzet van Eli Avivi, de zelfbenoemde president van de micronatie Akhzivland, zijn de overblijfselen van de oude stadje Az-Zeeb behouden gebleven. Een groot deel van dit stadje is nadien bij het daaromheen aangelegde Israëlische Nationaal Park Achzib gevoegd.